# Enoploteuthoidea
Enoploteuthoidea Pfeffer, 1900 è una superfamiglia di molluschi cefalopodi decapodiformi, una delle sette appartenenti all'ordine Oegopsida.

## Descrizione
I membri di questa superfamiglia condividono le particolarità già presenti negli Oegopsida, come l'assenza di una tasca per i tentacoli, e sono caratterizzati principalmente dalla bioluminescenza. Come nella conformazione fisica tipica dei Teuthida hanno testa distinta dal resto del corpo, simmetria bilaterale, un mantello e otto corte braccia con due serie di ventose, di solito dotate di uncini, più i due tentacoli, più lunghi.
A seconda delle varie famiglie i fotofori, organi in grado di emettere luce, sono presenti sulla base delle braccia o anche sul peduncolo tentacolare, arrivando a tutto il corpo come nella Watasenia scintillans.

## Tassonomia
La superfamiglia comprende le seguenti cinque famiglie:
- Ancistrocheiridae Pfeffer, 1912
- Enoploteuthidae Pfeffer, 1900
- Lampadioteuthidae S. S. Berry, 1916
- Lycoteuthidae Pfeffer, 1908
- Pyroteuthidae Pfeffer, 1912